# 回流 (人口)
回流是指移民他地的人返回原居地定居。

## 香港
1980、1990年代，許多香港人因為对香港回歸的担忧而移民他國，目的地以美加澳紐等英語國家為主。當中不少人在香港主權移交之後，或因不適應他國生活，或因香港較多發展機會而返回香港生活（通常已入籍他國，但仍保有香港居民身分）。亦有不少是上一代仍留在外國生活，但其新一代反回到香港生活及工作；香港政府亦想吸引此等人回港生活。

## 另見
- 香港回流潮
- 海归